# 八仙饭店之人肉叉烧包
《八仙飯店之人肉叉燒飽》（英語：The Untold Story）是1993年上映的一部香港驚慄電影，由邱禮濤執導，李修賢監製，李修賢、黃秋生、關寶慧、劉兆銘、成奎安等主演。電影改編自八仙飯店滅門案及鰂魚涌福昌樓殺人放火案，在電影分級制度下為香港三級片。本片香港票房超過1,500萬港元，男主角黃秋生憑本作榮獲第13屆香港電影金像獎最佳男主角。
電影取得成功後，後續開拍續作《人肉叉烧包II之天诛地灭》，於1998年上映。2013年，中國3D數碼娛樂主席蕭定一表示將要開拍《人肉叉烧包3D》，但截至目前為止仍未上映。

## 劇情
真實故事改編自澳門八仙飯店滅門案。
1986年，有人在澳門路環黑沙海灘發現了人體殘肢，當地警方最初對案件毫無頭緒，直至有人舉報八仙飯店老闆鄭臨一家八口神秘失蹤，而店鋪也落在伙計王志恆手中，澳門警方便對王志恆展開調查。最初王志恆供稱鄭臨一家已移民，但因出入境記錄中沒有鄭氏一家的資料，警方又在王志恆丟棄的垃圾中搜出鄭氏一家之個人證件，警方便識破王志恆謊言，將他逮捕。由於王志恆拒絕與警方合作，幾經逼供也無可奈何，於是警方把王志恆帶到澳門市牢扣押，並收買因殺人罪入獄的鄭臨弟弟鄭缽，讓他率眾在獄中毆打王志恆。
王志恆自行割脈後，被送往醫院，澳門警方在醫院全天候監視王志恆，並不斷疲勞轟炸他，最後王志恆被折磨至精神崩潰，終於供出真相。他表示自己在與鄭臨打麻將時，聲稱贏得18萬元，但鄭臨認為王志恆是作弊，拒絕付錢。王志恆遂把鄭氏一家八口殺害及碎屍，並且製成人肉叉燒包出售。在案件調查期間，皇家香港警察亦派人到澳門了解這宗案子，並指出王志恆原名為陳子良，8年前在香港殺人放火並潛逃，是香港的通緝犯。香港警方希望藉此將他引渡返港受審，但是被澳門警方婉拒。澳門警方控告王志恆一級謀殺，但王志恆不願接受判決，在獄中自我了斷。

## 演員
| 演員   | 角色           | 粵語配音                   | 身份 / 關係                                                                            |
| 李修賢 | 李Sir          | 朱子聰                     | 澳門重案組組長 不喜歡吃叉燒包                                                          |
| 黃秋生 | 王志恆         | 黃秋生（部分配音：林保全） | 原名陳子良 曾為殺害八仙飯店之鄭臨一家的疑犯，最後畏罪自殺                              |
| 劉兆銘 | 鄭臨           | 劉兆銘                     | 八仙飯店老闆 最後被王志恆殺害                                                          |
| 黃栢文 | 牛正雄（蠻牛） | 陳永信                     | 澳門重案組探員，一直戴一頂鴨舌帽                                                       |
| 林敬剛 | 金剛           | 古明華                     | 澳門重案組探員，和阿寶一起調查斷屍                                                     |
| 紀家發 | Robert         | 紀家發                     | 澳門重案組探員，喜歡阿寶                                                               |
| 關寶慧 | 阿寶           | 何錦華                     | 澳門重案組探員，喜歡李sir                                                              |
| 成奎安 | 鄭鉢           | 文耀德                     | 鄭臨的堂弟，在囚人士                                                                   |
| 李華月 | 珠女           | 陸惠玲                     | 八仙飯店會計，因疑犯王志恆多疑，最後被王志恆強姦而殺害                                 |
| 黃天鐸 | 理髮師         |                            | 八仙飯店常客之一                                                                       |
| 夏占仕 | 阿強           |                            | 於1978年在香港被陳子良（王志恆的原名）放火燒死                                         |
| 鄺佐輝 | Danny          | 高翰文                     | 司警檔案資料科職員，替李Sir查證鄭臨一家沒有出境及王志恆背景                            |
| 聶鎮賢 | 阿文           | 文耀德                     | 八仙飯店夥計，因疑犯王志恆多疑，加上他識破了王打麻將出千，最後被王志恆殺害而製成叉燒包 |
| 許思敏 | 陳慧宜（鄭妻） | 陸惠玲                     | 被王志恆殺害                                                                           |
| 李以莊 | 陳麗真         |                            | 鄭臨的岳母，被王志恆殺害                                                               |
| 梁鴻華 | 醫生           | 高翰文                     | 替王志恆急救                                                                           |

## 獎項
| 年份 | 頒獎典禮             | 獎項       | 名字   | 結果 |
| ---- | -------------------- | ---------- | ------ | ---- |
| 1994 | 第13屆香港電影金像獎 | 最佳男主角 | 黃秋生 | 獲獎 |

## 電影分級
該片在香港被分類為第三級，未滿18歲人士不得觀看。
該片在韓國由於涉及虐殺兒童的情節，被韓國歸為【限制上映】禁止在韓國公共院線上映，後來刪減了部分虐殺兒童的情節獲得了19+的分級允許在韓國公共院線上映。
該片在日本也同樣涉及虐殺兒童，被日本映倫歸為【區分外】禁止在日本公共院線上映，即使刪減後再申請審查也拒絕審查。

## 外部連結
- 香港影庫上《八仙饭店之人肉叉烧包》的資料（繁體中文）
- 開眼電影網上《八仙饭店之人肉叉烧包》的資料（繁體中文）
- 时光网上《八仙饭店之人肉叉烧包》的資料（简体中文）
- AllMovie上《八仙饭店之人肉叉烧包》的资料（英文）
- 爛番茄上《八仙饭店之人肉叉烧包》的資料（英文）
- 互联网电影数据库（IMDb）上《八仙饭店之人肉叉烧包》的资料（英文）